# Pierre Lestringuez
Pierre Lestringuez (17 de octubre de 1889 - 18 de diciembre de 1950) fue un guionista, actor cinematográfico y escritor de nacionalidad francesa. 

## Biografía
Nacido en Levallois-Perret, Francia, su nombre completo era Louis Pierre Lestringuez. Amigo de la infancia de Jean Renoir, escribió, parcial o totalmente, los guiones de las cuatro primeras películas del cineasta, filmes en los cuales también participaba como actor, generalmente con el nombre de « Pierre Philippe ». En Une partie de campagne, actuó interpretando a un viejo sacerdote. 
Además de guiones, Lestringuez escribió varios estudios, una novela (Le Bateau pervers) y una pieza de teatro (Tricolore), escenificada por Louis Jouvet en la Comédie-Française en 1938.
También amigo de Jean Cocteau y Jean Giraudoux, Pierre Lestringuez falleció en París, Francia, en 1950. 

## Filmografía
- 1924 : Catherine ou Une vie sans joie, de Jean Renoir
- 1925 : La Fille de l'eau, de Jean Renoir
- 1926 : Nana, de Jean Renoir
- 1927 : Sur un air de charleston, de Jean Renoir
- 1927 : Marquitta, de Jean Renoir
- 1927 : Chantage, de Henri Debain
- 1928 : Hara-Kiri, de Marie-Louise Iribe y Henri Debain
- 1930 : Le Roi des aulnes, de Marie-Louise Iribe
- 1939 : Quartier latin, de Alexandre Esway
- 1940 : Menaces, de Edmond T. Gréville
- 1941 : Madame Sans-Gêne, de Roger Richebé
- 1942 : Romance à trois, de Roger Richebé
- 1943 : Port d'attache, de Jean Choux
- 1945 : Paméla, de Pierre de Hérain
- 1945 : La Route du bagne, de Léon Mathot
- 1946 : Les Clandestins, de André Chotin
- 1946 : Le Gardian, de Jean De Marguenat
- 1946 : Fils de France, de Pierre Blondy
- 1947 : Rouletabille joue et gagne, de Christian Chamborant
- 1948 : Le Mannequin assassiné, de Pierre de Hérain
- 1948 : Rouletabille contre la dame de pique, de Christian Chamborant
- 1949 : Monseigneur, de Roger Richebé
- 1950 : Cartouche, roi de Paris, de Guillaume Radot
- 1950 : Donne e briganti, de Mario Soldati